# Vallei der Zwarte Wateren
De Vallei der Zwarte Wateren is een historische naam bedacht en gebezigd door de Scheutisten voor het Chinese gebied Ghe-Schwi (of Hei Shui).  Ghe-Schwi is een district dat zich thans bevindt in het autonome Binnen-Mongolië, in het noorden van China. Het gebied is niet eenduidig gedocumenteerd, maar het ligt ten noordoosten van Chongli (voorheen Xiwanzi), provincie Hebei, en ten noorden van de stad Chifeng (voorheen Hata, Tse Feng Hien).

De naam van het gebied is een verwijzing naar de zwarte aarde die door stortbuien van de berghellingen spoelde en de rivieren zwart deed kleuren. De Scheutisten hadden er in de 19e eeuw tot halverwege de 20e eeuw een belangrijk missiepost.